# Li Fangying
Li Fangying, surnom : Qiuzhong, noms de pinceau : Qingliang et Qiuchi, né en 1695 et mort en 1754, est un peintre chinois du XVIIIe siècle actif à Tongzhou (Jiangsu).

## Approches de la peinture chinoise
À la dynastie des Yuan, Zhao Mengfu inscrit un poème sur une peinture de rochers et bambous, qui déclare en conclusion que calligraphie et peinture sont identiques. Les artistes ultérieurs ne partagent pas cette opinion, mais cultivent plutôt un style calligraphique personnel et distinctif, que reflètent naturellement leurs peintures. Dans certaines œuvres, le poème inscrit sur la peinture est essentiel à la création d'un effet visuel. Dans Bambous et rocher de Zheng Xie par exemple, les lignes et graduations de gris de la calligraphie évoquent les lignes de contour du rocher. Dans Poisson nageant de Li Fangying, le poème s'étire verticalement à la manière d'une berge.

## Biographie
Né à Nantong, dans la province de Jiangsu. Dans son enfance, il étudie avec zèle et obtient le grade de bachelier alors qu'il est encore jeune. Il est nommé magistrat de district en 1729. Puis il offence son supérieur en distribuant des secours aux victimes d'un désastre naturel et jeté en prison sur une fausse accusation. Quand il est relaxé, il perd son emploi. Il entreprend des voyages, notamment entre Jingling, Yangzhou et Nantong, vendant ses tableaux pour subsister et menant une vie recluse. Bien qu'il ne séjourne pas longtemps à Yangzhou, il est considéré comme l'un des Huit Excentriques, dans la mesure où ses intérêts artistiques rejoignent les leurs.

## Les Huit Excentriques deYangzhou
Peintre lettré que l'on compte parmi les Huit Excentriques de Yangzhou (Yangzhou baguai), il se spécialise avec Wang Shishen, dans les représentations de fleurs de pruniers, de pins, de bambous, d'épidendrums et de chrysanthèmes, d'une manière délibérément gauche et d'un pinceau assez grossier avec, une composition souvent mal assise. Après avoir occupé plusieurs postes de fonctionnaire, dont celui de magistrat de district dans la province de Anhui, il doit, vers la fin de sa vie, vivre de sa peinture, à Yangzhou, phénomène rare chez les peintres-lettrés. À propos de Yangzhou et de ses mécènes, on peut se référer à  la biographie du peintre Hua Yan.

## Son style pictural
Les sujets favoris de Li sont les bambous (qu'il peint à l'encre), les orchidées, les fleurs de prunier, les pins et les rochers. Ses peintures sont remarquables pour leur style simple et élégant. Dans Vieux pins Figure 236, achevé un an avant sa mort (daté 1753), deux pins se dressent l'un en face de l'autre, leurs branches entremêlées, apparemment perdus dans leurs pensées ; on peut y voir un portrait de l'artiste lui-même.

## Musées
- Pékin (Mus. Du Palais) :
  - Études de bambous, avec une longue inscription.
  -  Études de bambous, six feuilles d'albums.
- Shanghai :
  - Étude à l'encre de Fleur de prunier, encre sur papier, rouleau en longueur.
- Tōkyō  (Nat. Mus.):
  - Fleurs de prunier, encre sur papier.